# Gabriel Barceló Milta

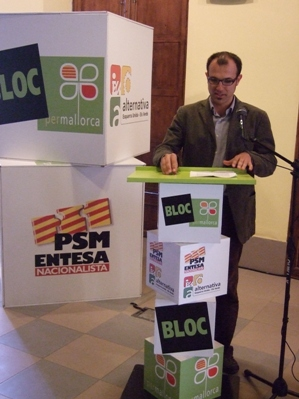
Biel Barceló intervé durant la Convenció Programàtica del Bloc per Palma (24 de març de 2006)

Gabriel Barceló Milta (Palma, 1 de desembre de 1967) és un polític mallorquí del PSM, portaveu de MÉS per Mallorca fins al 2017.
En el 1991 es va llicenciar en Dret per la Universitat de les Illes Balears.

## Vida política
Ha estat secretari del grup municipal del Partit Socialista de Mallorca a l'Ajuntament de Palma. Des de 1992 a 2002, exercí alternativament de secretari d'organització i de secretari general de l'Agrupació de Palma del PSM.
De juny de 1995 a juny de 2003 va ser regidor de l'Ajuntament de Palma. Des de 2002 a 2003, exercí de Portaveu del grup municipal del PSM-EN. De juliol de 2003 a gener de 2004 fou conseller del Consell de Mallorca.
Des del 2006, és secretari general del partit i ha impulsat la creació del Bloc per Mallorca, una coalició preelectoral formada pel Partit Socialista de Mallorca, Esquerra Unida de les Illes Balears, Els Verds de Mallorca, ERC a les Illes Balears i la presència d'un col·lectiu d'independents.
Biel Barceló fou el candidat a president del Govern de les Illes Balears pel Bloc per Mallorca a les eleccions de 27 de maig del 2007. Als citats comicis va sortir elegit diputat del Parlament de les Illes Balears, obtenint la seva candidatura 37.455 vots (9% del total) i quatre escons a la cambra autonòmica. Participà en les negociacions que culminaren amb la reedició del Pacte de Progrés però una disposició dels estatuts del PSM l'impedien, com a secretari general, entrar dins l'executiu. Barceló decidí romandre fora del govern i no ocupar cap cartera de conseller.
A les eleccions autonòmiques del 22 de maig de 2011 fou cap de llista de la coalició entre el PSM, IniciativaVerds (escissió d'EU) i Entesa per Mallorca (escissió del PSM). Aquesta candidatura va obtenir 36.149 vots i quatre escons per la circumscripció de Mallorca, sortint elegit diputat. Va ser portaveu del Grup Parlamentari PSM-IV-ExM i més per Menorca. El novembre de 2014 va ser escollit mitjançant un procés de primàries cap de llista al Parlament i candidat a President del Govern Balear per MÉS per Mallorca i a les eleccions autonòmiques del 24 de maig de 2015 la candidatura va obtenir uns resultats històrics, amb 59.069 vots i sis escons per Mallorca. Mitjançant un acord de govern amb el PSIB-PSOE i Podem, Barceló va ser elegit vicepresident i conseller d'Innovació, Recerca i Turisme en un govern bipartit de PSIB-MÉS presidit per Francina Armengol.
Dia 13 de desembre de 2017 va presentar la seva dimissió com a Vicepresident del Govern de les Illes Balears a l'executiva de Més per Mallorca i a la presidenta del govern. Aquesta decisió va ser la conseqüència de la polèmica relacionada amb un viatge a Punta Cana convidat per Canal 4 TV i patrocinat per Air Europa.